# Josep Cabré i Borrell
Josep Cabré i Borrell (Reus, 27 de maig de 1890 – Barcelona, 22 de maig de 1988) va ser un empresari, polític i pintor català.

## Trajectòria empresarial i política
Com a empresari va dirigir una gestoria a la ciutat de Reus, donant serveis a moltes empreses i negocis de la ciutat.
Com a polític d'ideologia catalanista, progressista i republicana va ser un dels dirigents del Foment Nacionalista Republicà de Reus, organització local que el març de 1931 va participar en la Conferència d'Esquerres, a partir de la qual es formà Esquerra Republicana de Catalunya. Va ser conseller - regidor per part de Foment a l'Ajuntament de Reus durant la Segona República Espanyola. Col·laborà assíduament al diari Foment. Després dels fets del 6 d'octubre de 1934, va ser detingut i confinat en un vaixell- presó al port de Tarragona i processat, resultant absolt. Durant la guerra va tenir com a conseller- regidor un paper rellevant en la protecció d'obres d'art religioses, que va emparar al Museu de Reus. Amb la desfeta del 1939, va amagar-se a Barcelona amb la seva muller, tement ser detingut. Van viure amb la seva filla com a rellogats durant uns anys, tot mirant d'esborrar el rastre. A Reus va ser desposseït de les seves propietats, i temps després va haver de malvendre la seva casa als qui l'havien ocupat, amb por de ser denunciat.

## Trajectòria artística com a pintor

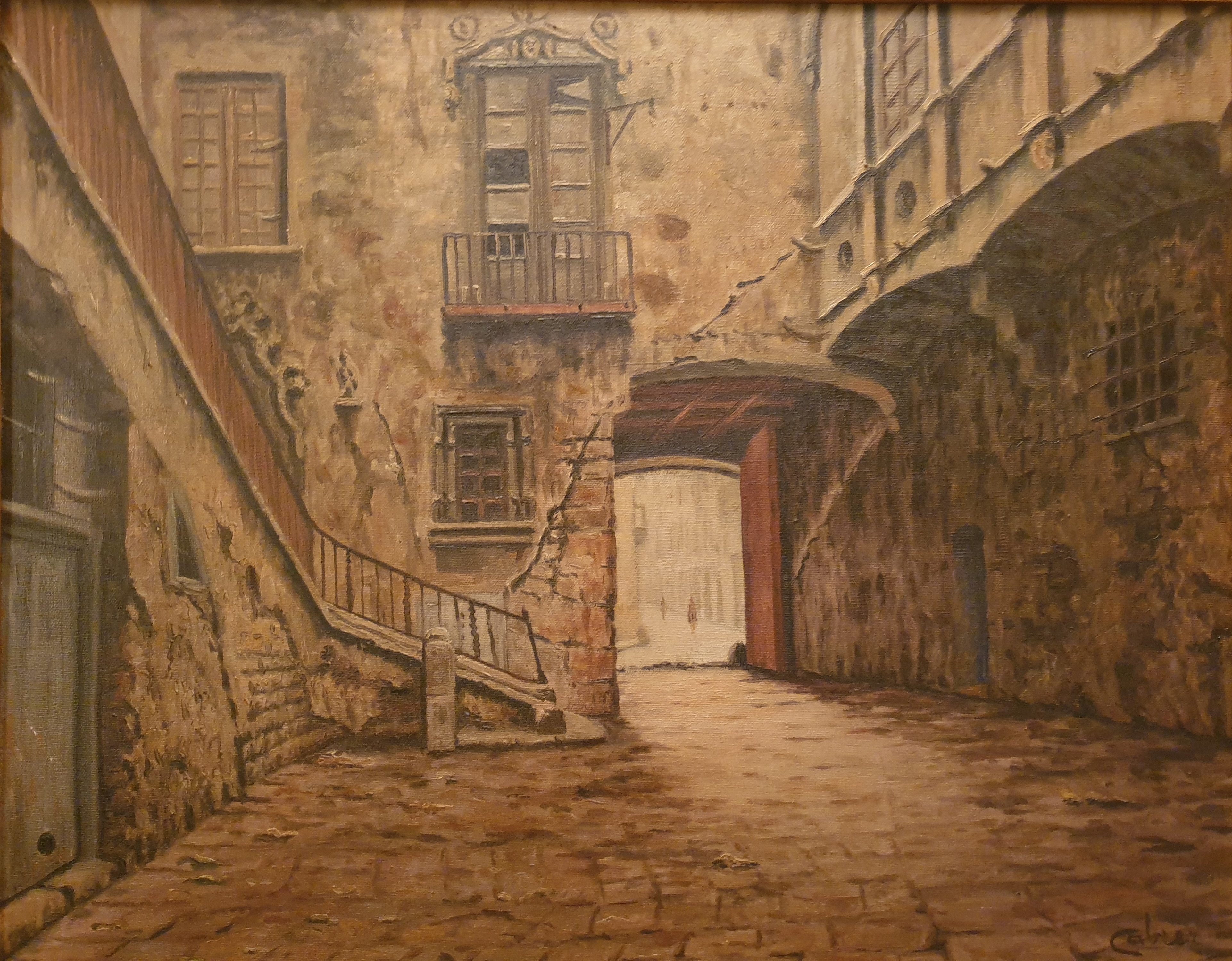
Escala del Palau Aguilar a Barcelona. Oli sobre tela 72 x 60

Pintor de vocació tardana, no començà a exposar fins al 1938 al Centre de Lectura de Reus. A Barcelona, cap al 1948, seguí la trajectòria com a artista pintor signant J Cabrer, o J Cabrer Borrell, o bé simplement com a Cabrer. Va pintar especialment vistes del nucli antic de Barcelona però també d'altres ciutats catalanes com Girona o Manresa, amb un bon tractament de la perspectiva. La majoria de les seves obres mostren carrers, places o patis, a voltes amb una o dues figures humanes que els donen proporcions. Tècnicament va fer olis sobre tela, i sobre paper tant aquarel·les i dibuixos amb tinta. Exposà amb un cert èxit comercial a Barcelona, a la Sala Velasco de la Rambla Catalunya o la Sala Pino de la Diagonal a partir de finals dels anys 1940 i fins als 60. També va fer exposicions als casals catalans a Sud Amèrica, gràcies als seus lligams amb republicans exiliats. Les darreres dècades de la seva vida va haver d'abandonar la pintura degut a una afecció visual. Les seves obres són presents a diverses col·leccions privades, i apareixen en subhastes de manera intermitent.
Va casar amb Maria Bellver i Huguet, i va tenir dos fills, Maria Cabré i Bellver i Josep Cabré i Bellver.